# Бистрица (притока Шиа)
Бистрица (рум. Bistriţa, мађ. Beszterce), је је десна притока реке Шио у румунском региону Трансилваније Бистрица-Насауд (рум. Bistriţa-Năsăud). Река извире код града Бистрица, и иако је укупне дужине од 190 km извор је од ушћа удаљен само 65 km, ушће реке се налази код града Сарацел (Sărăţel).

## Притоке

### Леве притоке
- Панулецу (Pănuleţu),
- Репедеја (Repedea),
- Стега (Stega),
- Шиму де Сус (Şoimu de Sus),
- Шиму де Јос (Şoimu de Jos),
- Петроаса (Pietroasa),
- Кушма (Cuşma),
- Гинда (Ghinda),
- Лемпеш (Lempeş).

### Десне притоке
- Колбул (Colbul),
- Изворул Лунг (Izvorul Lung),
- Баргау (Bârgău),
- Валеа Мунтелуи (Valea Muntelui),
- Мунцелу (Muncelu),
- Слатиница (Slătiniţa),
- Валеа Русулуи (Valea Rusului),
- Тарпиу (Tărpiu).